# Victoria Maurette
Victoria Maurette (Buenos Aires, 30 luglio 1982) è un'attrice, modella e cantautrice argentina.

## Biografia
È nata a Buenos Aires il 30 luglio 1982; i genitori hanno origini francesi. Ha vissuto negli Stati Uniti, in Ecuador e in Messico. È tornata in Argentina nel 1994 dove si è diplomata; dopo il diploma inizia la sua carriera artistica.
Victoria ha partecipato alla telenovela Rebelde Way dal 2002 al 2003, dove interpreta il ruolo di Victoria "Vico" Paz. Nel 2009 partecipa a Jake & Blake, che ha come protagonista Benjamín Rojas. Parla fluentemente l'inglese.
È anche una cantante; ha fatto da corista per diverse canzoni degli Erreway ed è apparsa nei loro video; nel 2009 ha registrato il suo primo album da solista, chiamato Victoria.

### Vita privata
Ha avuto dal 2002 al 2004 una relazione con il collega in Rebelde Way Piru Sáez.
L'11 novembre 2010 si sposa con Esteban Young, e il 15 agosto 2012 è nata la prima figlia della coppia, Emma.

## Filmografia

### Cinema
- Behind the trees (2006)
- Bulettface (2007)
- Left for Dead, regia di Albert Pyun (2007)
- Los Angeles (2007)
- Dying God (2008)
- Kung Fu Joe (2009)
- Bulletface (2010)

### Televisione
- Rebelde Way – serial TV (2002-2003)
- No hay 2 sin 3 – serie TV (2004)
- Teen Angels (Casi Ángeles) – serial TV (2008)
- Jake & Blake – serie TV (2009-2011)

## Discografia

### Album in studio
- 2009 – Victoria

### Singoli
- 2003 – No Soy Asi
- 2005 – Si Solo Supieras
- 2005 – Buenas Noches
- 2005 – Sin Querer
- 2006 – Aunque

## Premi e riconoscimenti
- 2007 - Buenos Aires Rojo Sangre
  - Vinto - Miglior attrice per Left for Dead[4]

## Doppiatrici italiane
Nelle versioni in italiano dei suoi film, Victoria Maurette è stata doppiata da:
- Francesca Rinaldi in Redelde Way[5]